# Torneo Apertura 1999 (El Salvador)
El Torneo Apertura 1999 (llamado Copa Pilsener por razones de patrocinio) fue el tercer torneo corto desde la creación del formato de un campeonato Apertura y Clausura, que se juega en la Primera División de El Salvador. Águila se proclamó campeón por undécima vez en su historia, y primera ocasión en este tipo de competencia. 

## Formato de competición
El torneo apertura se desarrolla de la misma forma que el torneo de temporada anterior, en dos fases:
- Fase de clasificación: los dieciocho días del campeonato.
- Fase final: los partidos de ida y vuelta que van desde las semifinales hasta la final.

### Fase de clasificación
Durante la fase de clasificación, los diez equipos se enfrentan a los otros nueve equipos dos veces según un calendario elaborado al azar. Los cuatro mejores equipos se clasifican para las semifinales, mientras que el último desciende a la Segunda División .
La clasificación se basa en la escala de puntos clásica (victoria a 3 puntos, empate a 1, derrota a 0). El desempate final se basa en los siguientes criterios:
- El número de puntos.
- La diferencia de goles general.
- El número de goles marcados.

## Relevo anual de clubes
| Pos | Ascendidos de la Segunda |
| --- | ------------------------ |
| 1.º | Juventud Olímpica        |

| Pos  | Descendidos de la Primera |
| ---- | ------------------------- |
| 10.º | Sonsonate                 |

## Equipos participantes

### Equipos por departamento
| Departamento | N.º | Equipos                 |
| ------------ | --- | ----------------------- |
| San Salvador | 2   | Alianza, Atlético Marte |
| San Miguel   | 2   | Águila, Dragón          |
| Santa Ana    | 1   | FAS                     |
| La Libertad  | 1   | ADET                    |
| Usulután     | 1   | Luis Ángel Firpo        |
| La Unión     | 1   | Municipal Limeño        |
| La Paz       | 1   | Santa Clara             |
| Sonsonate    | 1   | Juventud Olímpica       |

### Información de los equipos
| Equipo            | Entrenador            | Ciudad             | Estadio                |
| ----------------- | --------------------- | ------------------ | ---------------------- |
| ADET              | Juan Quarentone       | Talnique           | Hanz Usko              |
| Águila            | Hugo Coria            | San Miguel         | Juan Francisco Barraza |
| Alianza           | Reno Renucci          | San Salvador       | Cuscatlán              |
| Atlético Marte    | José Luis Rugamas     | San Salvador       | Cuscatlán              |
| Dragón            | Nelson Brizuela       | San Miguel         | Juan Francisco Barraza |
| FAS               | Juan Carlos Masnik    | Santa Ana          | Óscar Alberto Quiteño  |
| Juventud Olímpica | Walter Cifuentes      | Acajutla           | Ana Mercedes Campos    |
| Luis Ángel Firpo  | Julio Escobar         | Usulután           | Sergio Torres Rivera   |
| Municipal Limeño  | Óscar Emigdio Benítez | Santa Rosa de Lima | Ramón Flores Berríos   |
| Santa Clara       | Desconocido           | San Luis Talpa     | Desconocido            |

### Cambio de entrenadores

#### Pretemporada
| Equipo | Entrenador saliente   | Tipo de salida | Fecha de salida | Reemplazado por    | Fecha de llegada |
| ------ | --------------------- | -------------- | --------------- | ------------------ | ---------------- |
| FAS    | Óscar Emigdio Benítez | Desconocido    | 1999            | Juan Carlos Masnik | 1999             |
| Águila | Antonio Carlos Vieira | Despedido      | 1999            | Hugo Coria         | 1999             |
| Dragón | Desconocido           | Despedido      | 1999            | Nelson Brizuela    | 1999             |

#### Durante el torneo
| Equipo            | Entrenador saliente | Tipo de salida | Fecha de salida | Reemplazado por    | Fecha de llegada |
| ----------------- | ------------------- | -------------- | --------------- | ------------------ | ---------------- |
| Juventud Olímpica | Walter Cifuentes    | Renuncia       | 1999            | Genaro Sermeño     | 1999             |
| FAS               | Juan Carlos Masnik  | Despedido      | 1999            | Rubén Guevara      | 1999             |
| Alianza           | Reno Renucci        | Despedido      | 1999            | Hernán Carrasco    | 1999             |
| Atlético Marte    | José Luis Rugamas   | Despedido      | 1999            | Juan Ramón Paredes | 1999             |

## Fase de clasificación

### Tabla de clasificación
| Pos.                  | Equipos               | PJ  | PG | PE | PP | GF  | GC  | Dif. | Pts. |
| --------------------- | --------------------- | --- | -- | -- | -- | --- | --- | ---- | ---- |
| 1.                    | Municipal Limeño      | 18  | 10 | 5  | 3  | 23  | 12  | +11  | 35   |
| 2.                    | Águila                | 18  | 9  | 6  | 3  | 32  | 12  | +20  | 33   |
| 3.                    | FAS                   | 18  | 9  | 3  | 6  | 29  | 14  | +15  | 30   |
| 4.                    | Alianza               | 18  | 8  | 6  | 4  | 19  | 11  | +8   | 30   |
| 5.                    | Luis Ángel Firpo      | 18  | 7  | 5  | 6  | 21  | 16  | +5   | 26   |
| 6.                    | ADET                  | 18  | 6  | 6  | 6  | 20  | 19  | +1   | 24   |
| 7.                    | Dragón                | 18  | 5  | 6  | 7  | 18  | 20  | -2   | 21   |
| 8.                    | Santa Clara           | 18  | 6  | 2  | 10 | 18  | 29  | -11  | 20   |
| 9.                    | Atlético Marte        | 18  | 3  | 8  | 7  | 17  | 25  | -13  | 17   |
| 10.                   | Juventud Olímpica     | 18  | 2  | 3  | 13 | 8   | 47  | -11  | 9    |
| Equipos Apertura 1999 | Equipos Apertura 1999 | 180 | 65 | 50 | 65 | 205 | 205 | 0    | 245  |

|  | Líder, clasificado para las semifinales. |
|  | Clasificados para las semifinales.       |
|  | Riesgo del descenso.                     |

## Fase final

### Eliminatorias
|  | Semifinales                                             | Semifinales                                             | Semifinales                                             | Semifinales                                             | Semifinales                                             |   |    | Final            | Final           | Final           |  |
|  | 9 y 10 de diciembre (ida) 18 y 19 de diciembre (vuelta) | 9 y 10 de diciembre (ida) 18 y 19 de diciembre (vuelta) | 9 y 10 de diciembre (ida) 18 y 19 de diciembre (vuelta) | 9 y 10 de diciembre (ida) 18 y 19 de diciembre (vuelta) | 9 y 10 de diciembre (ida) 18 y 19 de diciembre (vuelta) |   |    | 26 de diciembre  | 26 de diciembre | 26 de diciembre |  |
|  |                                                         |                                                         |                                                         |                                                         |                                                         |   |    |                  |                 |                 |  |
|  |                                                         |                                                         |                                                         |                                                         |                                                         |   |    |                  |                 |                 |  |
|  | 1°                                                      | Municipal Limeño                                        | 1                                                       | 0                                                       | 1                                                       |   |    |                  |                 |                 |  |
|  | 1°                                                      | Municipal Limeño                                        | 1                                                       | 0                                                       | 1                                                       |   |    |                  |                 |                 |  |
|  | 4°                                                      | Alianza                                                 | 1                                                       | 0                                                       | 1                                                       |   |    |                  |                 |                 |  |
|  | 4°                                                      | Alianza                                                 | 1                                                       | 0                                                       | 1                                                       |   | 1° | Municipal Limeño | 1               |                 |  |
|  |                                                         |                                                         |                                                         |                                                         |                                                         |   | 1° | Municipal Limeño | 1               |                 |  |
|  |                                                         |                                                         | 2°                                                      | Águila                                                  | 0                                                       |   |    |                  |                 |                 |  |
|  | 2°                                                      | Águila                                                  | 2°                                                      | Águila                                                  | 0                                                       | 3 | 1  | 4                |                 |                 |  |
|  | 2°                                                      | Águila                                                  |                                                         |                                                         |                                                         | 3 | 1  | 4                |                 |                 |  |
|  | 3°                                                      | FAS                                                     | 2                                                       | 2                                                       | 4                                                       |   |    |                  |                 |                 |  |
|  | 3°                                                      | FAS                                                     | 2                                                       | 2                                                       | 4                                                       |   |    |                  |                 |                 |  |
|  |                                                         |                                                         |                                                         |                                                         |                                                         |   |    |                  |                 |                 |  |

### Semifinales
| Fechas               | Local en la vuelta | Global | Local en la ida | Ida   | Vuelta | Llave |
| -------------------- | ------------------ | ------ | --------------- | ----- | ------ | ----- |
| 9 y 19 de diciembre  | Municipal Limeño   | 1 - 1  | Alianza         | 1 - 1 | 0 - 0  | 1     |
| 10 y 18 de diciembre | Águila             | 4 - 4  | FAS             | 3 - 2 | 1 - 2  | 2     |

### Final
| 26 de diciembre de 1999 | Águila         | 1 - 0 (t. s.) | Municipal Limeño | Estadio Flor Blanca, San Salvador |  |
|                         | E. Burgos 110' |               |                  |                                   |  |

|                            |
| Campeón Águila 11.° título |